# Osteocephalus deridens
A Osteocephalus deridens a kétéltűek (Amphibia) osztályának békák (Anura) rendjébe és a levelibéka-félék (Hylidae) családjába tartozó faj.

## Előfordulása
A faj Ecuadorban és Peruban él. Természetes élőhelye a szubtrópusi vagy trópusi nedves síkvidéki erdők, folyók. A fajt élőhelyének elvesztése fenyegeti.